# Karel Augusta
Karel Augusta (* 20. Juni 1935 in Prag; † 31. Mai 1998 ebd.) war ein tschechischer Schauspieler und Synchronsprecher, der vor allem in kleineren Rollen bekannt wurde.

## Leben
Karel Augusta schloss die DAMU 1957 ab, war von da an bis 1960 am Theater in Uherské Hradiště, anschließend in Jihlava, Brünn und von 1970 bis 1990 an verschiedenen Theatern (u. a. Divadlo Na zábradlí und Divadlo Rokoko) als Schauspieler tätig. Neben seiner Theater- und Filmtätigkeit arbeitete er auch als Synchronsprecher. Augusta, der jahrelang mit Alkoholproblemen zu kämpfen hatte, starb 1998 an Nierenversagen.

## Filmografie (Auswahl)

### Filme
- 1956: Váhavý střelec
- 1960: Valčík pro milión
- 1968: Všichni dobří rodáci
- 1969: Panenství a kriminál
- 1969: 322
- 1970: Tvář pod maskou
- 1970: Čtyři vraždy stačí, drahoušku
- 1971: Šance
- 1971: Slaměný klobouk
- 1971: Psi a lidé
- 1971: Prinz Bajaja (Princ Bajaja)
- 1971: Petrolejové lampy
- 1971: My tři a pes z Pětipes
- 1971: Das Mädchen auf dem Besenstiel (Dívka na koštěti)
- 1971: Černý vlk
- 1972: Zlatá svatba
- 1972: Die gestohlene Schlacht (Ukradená bitva)
- 1972: Geschichten um Schneewittchen (O Sněhurce)
- 1972: Morgiana
- 1972: Dvě věci pro život
- 1972: Akce Bororo
- 1973: Indizien gegen alle (Zlá noc)
- 1973: Maturita za školou
- 1973: Adam a Otka
- 1974: Zbraně pro Prahu
- 1974: V každém pokoji žena
- 1974: Noc oranžových ohňů
- 1974: Kvočny a Král
- 1974: Wie soll man Dr. Mráček ertränken? oder Das Ende der Wassermänner in Böhmen (Jak utopit dr. Mráčka aneb Konec vodníků v Čechách)
- 1974: Holky z porcelánu
- 1975: Tobě hrana zvonit nebude
- 1975: Romanze für eine Krone (Romance za korunu)
- 1975: Pomerančový kluk
- 1975: Die Herren Buben (Páni kluci)
- 1975: Katharina und ihre Töchter (Kateřina a její děti)
- 1975: Na konci světa
- 1975: Mys dobré naděje
- 1975: Hřiště
- 1975: Holka na zabití
- 1975: Zwei Welten im Hotel Pazifik (Zaklete rewiry)
- 1975: Dva muži hlásí příchod
- 1976: Smrt na černo
- 1976: Případ mrtvých spolužáků
- 1976: Parta hic
- 1976: Noc klavíristy
- 1976: Konečně si rozumíme
- 1976: Dobrý den, město
- 1976: Bouřlivé víno
- 1977: Zlaté rybky
- 1977: Talíře nad Velkým Malíkovem
- 1977: Sázka na třináctku
- 1977: Řeknem si to příští léto
- 1977: Proč nevěřit na zázraky
- 1977: Podivný výlet
- 1977: Oddechový čas
- 1977: Jak se točí Rozmarýny
- 1977: Hop – a je tu lidoop
- 1977: Hodina pravdy
- 1978: Vražedné pochybnosti
- 1978: Das Geheimnis der stählernen Stadt (Tajemství Ocelového města)
- 1978: Der Prinz und der Abendstern (Princ a Večernice)
- 1978: Panna a netvor
- 1978: Od zítřka nečaruji
- 1978: Já už budu hodný, dědečku!
- 1978: Já to tedy beru, šéfe!
- 1979: Zlatí úhoři
- 1979: Tvář za sklem
- 1979: Tím pádem
- 1979: Auf der Spur des Wilderers (Na pytlacke stezce)
- 1979: Kam nikdo nesmí
- 1979: Hodinářova svatební cesta korálovým mořem
- 1979: In Sachen Kaninchen (Causa králík)
- 1979: Božská Ema
- 1980: V hlavní roli Oldřich Nový
- 1980: Útěky domů
- 1980: Romaneto
- 1980: Půl domu bez ženicha
- 1980: Něco je ve vzduchu
- 1980: Evžen mezi námi
- 1980: Blázni, vodníci a podvodníci
- 1981: Lauf, Ober, lauf (Vrchní, prchni!)
- 1981: Pytláci
- 1981: Monstrum z galaxie Arkana
- 1981: Rübezahl und die Skiläufer (Krakonoš a lyžníci)
- 1981: Kinoautomat Kobe
- 1981: Buldoci a třešně
- 1982: Zelená vlna
- 1982: Srdečný pozdrav ze zeměkoule
- 1982: Smrt talentovaného ševce
- 1982: Příště budeme chytřejší, staroušku!
- 1982: Jak svět přichází o básníky
- 1983: Vítr v kapse
- 1983: Das Blaue vom Himmel (Modré z nebe)
- 1983: Levé křídlo
- 1984: Hele, on letí!
- 1987: Přátelé Bermudského trojúhelníku
- 1987: Narozeniny režiséra Z.K.
- 1988: Kamarád do deště
- 1988: Vekslák
- 1988: Čekání na Patrika
- 1989: Poklad rytíře Miloty
- 1990: Silnější než já
- 1991: Osudné dveře
- 1992: Kamarád do deště 2: Příběh z Brooklynu
- 1993: Proces
- 1993: Zkouška paměti
- 1993: Divoké pivo
- 1994: Andělské oči
- 1995: Růženo!
- 1995: Malostranské humoresky
- 1999: Plunkett & Macleane

### Fernsehfilme und Serien
- 1973: Kdo je kdo
- 1974: Televize v Bublicích aneb Bublice v televizi
- 1974: Královský gambit
- 1975: Pan Tau
- 1976: Enyky Benyky
- 1977: Uloupený smích
- 1978: Plácek
- 1978: Miluji Tě!
- 1978: Řemen
- 1979: Zkoušky z dospělosti
- 1979: Švec Janek v pohádkové zemi
- 1979: Nebožtíci na bále
- 1979: Start
- 1979: Láďo, ty jsi princezna!
- 1979: Die Märchenbraut (Arabela)
- 1980: Veronika, prostě Nika
- 1980: Mít tak holku na hlídání
- 1980: Luzie, der Schrecken der Straße (...a zase ta Lucie!)
- 1981: Pošťácká pohádka
- 1982: Švédská zápalka
- 1984: Rozpaky kuchaře Svatopluka
- 1984: Ein Haus mit tausend Gesichtern (My všichni školou povinní)
- 1984: Der fliegende Ferdinand (Létající Čestmír)
- 1984: Honza a tři zakleté princezny
- 1984: Bandité
- 1985: Vlak dětství a naděje
- 1985: Slavné historky zbojnické
- 1985: O chamtivém strašidle
- 1986: Zlá krev
- 1986: A co ten ruksak, králi?
- 1986: Bezirksverwaltung der „K“ Prag (Malý pitaval z velkého města)
- 1987: Panoptikum Města pražského
- 1989: Smrt v kruhu
- 1989: Sestra Amáta
- 1991: Wolfgang A. Mozart
- 1991: Muž, který neměl důvěru
- 1992: Osvětová přednáška v Suché Vrbici
- 1992: Náhrdelník
- 1994: Poslední slovo
- 1996: Život na zámku